# Mathias Lauda
Mathias Lauda (ur. 30 stycznia 1981 roku w Salzburgu) – austriacki kierowca wyścigowy. Syn trzykrotnego mistrza świata Formuły 1 – Nikiego Laudy.

## Kariera

### Formuła Nissan
Mathias w wyścigach samochodów jednomiejscowych zadebiutował w 2002 roku. Wystartował wówczas w czternastu wyścigach Formuły Nissan 2000. Zdobyte punkty sklasyfikowały go na 14. miejscu. Austriak wziął udział również w jednej rundzie Hiszpańskiej Formuły 3. Nie zdobył jednak punktów. W kolejnym sezonie brał udział w World Series Light. Stanąwszy dwukrotnie na podium, zmagania zakończył na 8. pozycji.

### Formuła 3000
W sezonie 2004 Lauda awansował do Międzynarodowej Formuły 3000. Reprezentując ekipę CMS Perfomance w dziesięciu wyścigach, dwukrotnie zajął premiowaną punktami lokatę (siódme miejsce na Circuit de Catalunya oraz szósta pozycja na Monzy). Ostatecznie rywalizację ukończył na 13. miejscu.
W tym samym roku Mathias wziął udział również w ośmiu rundach Europejskiej Formuły 3000. Ścigając się dla włoskiej stajni Traini Corse, dwukrotnie sięgnął po punkty, zajmując drugie miejsce na torze Jarama oraz czwarte na obiekcie Zolder. Uzyskane punkty pozwoliły Austriakowi zająć w końcowej klasyfikacji 9. pozycję.

### Seria GP2
W roku 2005 podpisał kontrakt z włoskim zespołem Coloni Motorsport, na starty w nowo utworzonej serii GP2, będącej następczynią Formuły 3000. Wystąpiwszy w dwudziestu trzech wyścigach, tylko w jednej rundzie dojechał na punktowanym miejscu, zajmując szóstą pozycję na ulicznym torze w Monako. Dorobek trzech punktów sklasyfikował Mathiasa na 21. lokacie.

### A1 Grand Prix
W okresie posezonowym 2005/2006, Lauda wziął udział w dwudziestu wyścigach nowo powstałej serii zimowej – A1 Grand Prix – nawiązując współpracę z narodową ekipą Austrii (w rundzie, na torze w Meksyku, zastąpił go rodak Patrick Friesacher). W tym czasie dwukrotnie dojechał punktowanych lokatach, na najlepszym uzyskując dwukrotnie siódme miejsce (w sprincie, na torach w Dubaju oraz Kyalami). Uzyskane punkty pozwoliły jego stajni zająć w klasyfikacji generalnej 19. pozycję.

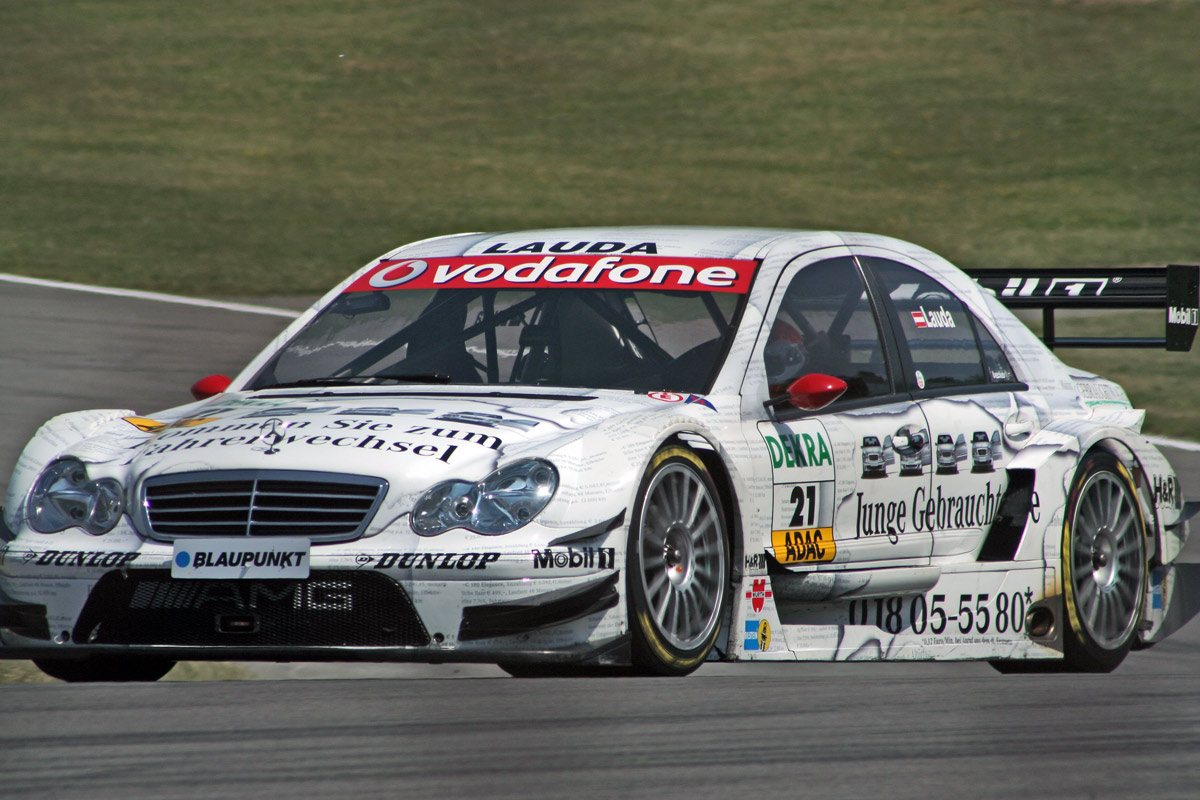
Mathias Lauda prowadzący Mercedesa C-Klasse, w 2006 roku

### DTM
W latach 2006–2009 Austriak ścigał się w niemieckich mistrzostwach samochodów turystycznych – DTM. Reprezentował wówczas prywatne zespoły z pojazdami o rocznej specyfikacji (Persson Motorsport w sezonach 2006 i 2008 oraz Mücke Motorsport w 2007 i 2009 roku). W pierwszym roku startów nie zdobył punktów. W drugim dwukrotnie dojeżdżał w pierwszej ósemce, zajmując siódme (na EuroSpeedway Lausitz) oraz szóste miejsce (na Circuit de Catalunya). W ostatnich dwóch sezonach raz sięgał po punkty, zajmując za każdym razem ósmą lokatę (odpowiednio na torze Norisring oraz Dijon). We wszystkich przypadkach zajmował 15. miejsce.

### Speedcar Series
W latach 2008–2009 wystartował łącznie w siedmiu rundach zimowej serii Speedcar. W pierwszym roku startów, wziął udział w sześciu wyścigach, spośród których czterokrotnie stawał na podium. W klasyfikacji generalnej zajął 7. pozycję. Rok później wystąpił w jednej rundzie, podczas której nie zdobył punktów.

### Porsche Super Cup
W sezonie 2010 wziął udział w zaledwie jednym wyścigu serii Porsche Supercup. Na niemieckim torze Hockenheimring, zmagania zakończył jednak na odległej dwudziestej pozycji.

## Wyniki w GP2
| Legenda oznaczeń w tabelach wyników Wyświetl szablon na nowej stronie | Legenda oznaczeń w tabelach wyników Wyświetl szablon na nowej stronie                                                                     |
| Oznaczenie                                                            | Wyjaśnienie |
| --------------------------------------------------------------------- | --- |
| Złoty                                                                 | Zwycięzca lub mistrzostwo |
| Srebrny                                                               | 2. miejsce lub wicemistrzostwo |
| Brązowy                                                               | 3. miejsce lub II wicemistrzostwo |
| Zielony                                                               | Ukończył, punktował (w klasyfikacji generalnej, gdy zdobył co najmniej jeden punkt na przestrzeni sezonu, poza trzema powyższymi opcjami) |
| Niebieski                                                             | Ukończył, nie punktował (w klasyfikacji generalnej, gdy nie zdobył co najmniej jednego punktu na przestrzeni sezonu)                      |
| Czerwony                                                              | Nie zakwalifikował się (NZ) |
| Czerwony                                                              | Nie prekwalifikował się (NPK) |
| Różowy                                                                | Nie ukończył (NU) |
| Różowy                                                                | Niesklasyfikowany (NS) (w klasyfikacji generalnej, gdy nie został sklasyfikowany w żadnym wyścigu sezonu)                                 |
| Czarny                                                                | Zdyskwalifikowany (DK) |
| Czarny                                                                | Wykluczony (WYK/EX) |
| Biały                                                                 | Nie wystartował (NW) |
| Biały                                                                 | Kontuzjowany (K/INJ) |
| Biały                                                                 | Wyścig odwołany (OD/C) |
| Bez koloru                                                            | Został wycofany (WYC/WD) |
| Bez koloru                                                            | Nie przybył (NP/DNA) |
| Bez koloru                                                            | Nie brał udziału w treningach (NT/DNP) |
| Bez koloru                                                            | Nie został zgłoszony (–) |
| Pogrubienie                                                           | Start z pole position |
| Kursywa                                                               | Najszybsze okrążenie wyścigu |
| †                                                                     | Nie ukończył, ale jego rezultat został zaliczony ze względu na przejechanie więcej niż 90% dystansu wyścigu.                              |
| *                                                                     | Sezon w trakcie |
| 1/2/3                                                                 | Punktowana pozycja w sprincie kwalifikacyjnym                                                                                             |
| Lista systemów punktacji Formuły 1                                    | |

| Rok  | Zespół            | Wyniki w poszczególnych eliminacjach | Wyniki w poszczególnych eliminacjach | Wyniki w poszczególnych eliminacjach | Wyniki w poszczególnych eliminacjach | Wyniki w poszczególnych eliminacjach | Wyniki w poszczególnych eliminacjach | Wyniki w poszczególnych eliminacjach | Wyniki w poszczególnych eliminacjach | Wyniki w poszczególnych eliminacjach | Wyniki w poszczególnych eliminacjach | Wyniki w poszczególnych eliminacjach | Wyniki w poszczególnych eliminacjach | Wyniki w poszczególnych eliminacjach | Wyniki w poszczególnych eliminacjach | Wyniki w poszczególnych eliminacjach | Wyniki w poszczególnych eliminacjach | Wyniki w poszczególnych eliminacjach | Wyniki w poszczególnych eliminacjach | Wyniki w poszczególnych eliminacjach | Wyniki w poszczególnych eliminacjach | Wyniki w poszczególnych eliminacjach | Wyniki w poszczególnych eliminacjach | Wyniki w poszczególnych eliminacjach | Punkty | Pozycja |
| ---- | ----------------- | ------------------------------------ | ------------------------------------ | ------------------------------------ | ------------------------------------ | ------------------------------------ | ------------------------------------ | ------------------------------------ | ------------------------------------ | ------------------------------------ | ------------------------------------ | ------------------------------------ | ------------------------------------ | ------------------------------------ | ------------------------------------ | ------------------------------------ | ------------------------------------ | ------------------------------------ | ------------------------------------ | ------------------------------------ | ------------------------------------ | ------------------------------------ | ------------------------------------ | ------------------------------------ | ------ | ------- |
| 2005 | Coloni Motorsport | SMR                                  | SMR                                  | ESP                                  | ESP                                  | MON                                  | NÜR                                  | NÜR                                  | FRA                                  | FRA                                  | GBR                                  | GBR                                  | HOC                                  | HOC                                  | HUN                                  | HUN                                  | TUR                                  | TUR                                  | ITA                                  | ITA                                  | BEL                                  | BEL                                  | BHR                                  | BHR                                  | 3      | 21      |
| 2005 | Coloni Motorsport | 12                                   | NU                                   | NU                                   | 13                                   | 6                                    | 10                                   | NU                                   | 16                                   | 15                                   | 20                                   | 15                                   | 14                                   | 21                                   | NU                                   | 14                                   | 16                                   | 18                                   | 13                                   | 12                                   | 9                                    | 24                                   | 14                                   | 21                                   | 3      | 21      |